# São Luís (Odemira)
São Luís es una freguesia portuguesa del concelho de Odemira, con 146,81 km² de superficie y 2.249 habitantes (2001). Su densidad de población es de 15,3 hab/km².